# 东方艺术博物馆
东方艺术博物馆 (義大利語：Museo d'Arte Orientale，缩写：MAO) 是一个博物馆，位于意大利都灵的一座17世纪的宫殿内。
该博物馆拥有意大利最重要的亚洲艺术收藏之一，收藏的约2200件作品代表了亚洲大陆的文化和艺术传统。